# Municipio de Sand Beach
El municipio de Sand Beach (en inglés: Sand Beach Township) es un municipio ubicado en el condado de Huron en el estado estadounidense de Míchigan. En el año 2010 tenía una población de 1221 habitantes y una densidad poblacional de 9,79 personas por km².

## Geografía
El municipio de Sand Beach se encuentra ubicado en las coordenadas 43°49′3″N 82°40′49″O / 43.81750, -82.68028. Según la Oficina del Censo de los Estados Unidos, el municipio tiene una superficie total de 124.68 km², de la cual 94,17 km² corresponden a tierra firme y (24,47 %) 30,51 km² es agua.

## Demografía
Según el censo de 2010, había 1221 personas residiendo en el municipio de Sand Beach. La densidad de población era de 9,79 hab./km². De los 1221 habitantes, el municipio de Sand Beach estaba compuesto por el 96,97 % blancos, el 0,25 % eran afroamericanos, el 0,74 % eran amerindios, el 0,41 % eran asiáticos, el 0,82 % eran de otras razas y el 0,82 % eran de una mezcla de razas. Del total de la población el 1,15 % eran hispanos o latinos de cualquier raza.